# Trenbolone acetato
Trenbolone acetato (chiamato anche acetato di trenbolone), venduto tra l'altro sotto i marchi Finajet e Finaplix, è un androgeno e lo steroide anabolizzante (AAS) che veniva utilizzato in medicina veterinaria in particolare per aumentare la redditività del bestiame promuovendo la crescita muscolare nei bovini. Viene somministrato per iniezione nel muscolo.
Gli effetti collaterali dell'acetato di trenbolone comprendono i sintomi di mascolinizzazione come l'acne, l'irsutismo, i cambiamenti del tono della voce e l'aumento del desiderio sessuale.
L'acetato di trenbolone fu scoperto nel 1963 e fu introdotto per uso veterinario nei primi anni '70. Oltre al suo uso veterinario, il trenbolone acetato è usato per migliorare il fisico e le prestazioni sportive ed è acquistato da fornitori nel mercato nero. Il farmaco è una sostanza controllata in molti paesi e quindi l'uso non veterinario è generalmente illecito. 